# Rue des Martyrs

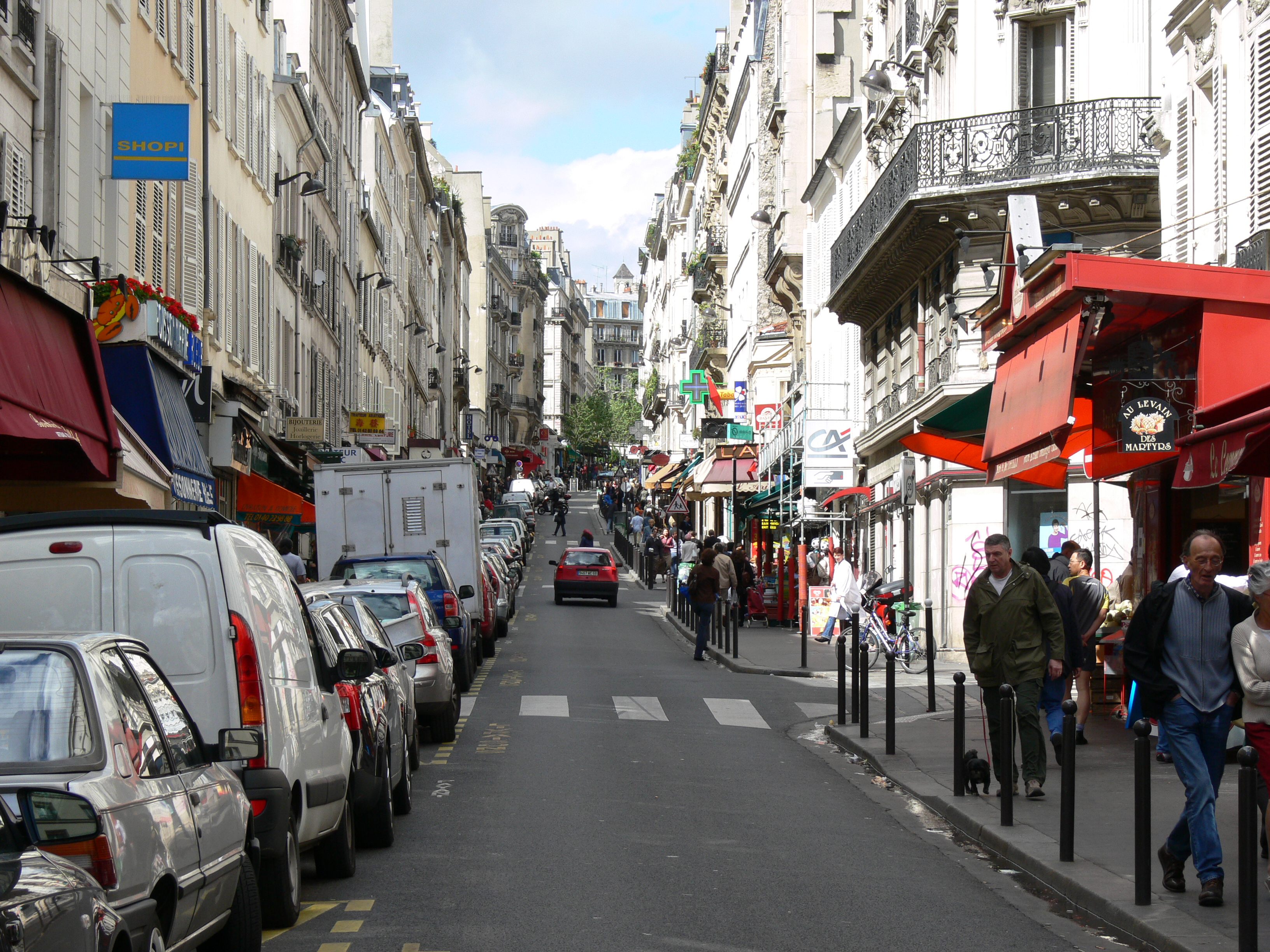
Vista de la calle

La calle de los Mártires (en francés: rue des martyrs) es una calle parisina que une el IX Distrito con el XVIII Distrito. Es uno de los caminos que llevaba al antiguo pueblo de Montmartre.

## Características
Esta vía se creó por el plano de Jouvin de Rochefort en 1672. En un principio fue denominada rue des Porcherons, después rue des Martyrs y, de 1793 a 1806, rue du Champ de Repos. Tras la construcción del cinturón des Fermiers généraux, la parte situada más allá del bulevar se llamó calzada de los Mártires, pero el 2 de abril de 1868, volvió a llamarse Calle de los Mártires a toda la vía.
Esta calle se denominó así en honor a una antigua tradición sobre Denis de París, el primer obispo de París, mártir durante el Imperio romano. Tras haber sido decapitado, marchó a lo largo de esta ruta con su cabeza bajo el brazo y se desmayó algunos metros más al norte, en el punto donde se levantó la Basílica de Saint-Denis.

## En la cultura popular
Esta calle aparece en la canción de François Hadji-Lazaro «Dans la salle du Bar-Tabac de la rue des Martyrs».
- Datos: Q479113
- Multimedia: Rue des Martyrs (Paris) / Q479113